# Araneus ventricosus
Araneus ventricosus es una especie de araña del género Araneus, tribu Araneini, familia Araneidae. Fue descrita científicamente por L. Koch en 1878.
Se distribuye por Corea, Japón, China, India y Rusia. La especie se mantiene activa durante todos los meses del año.